# Ilonavár (Tömörd)
Az Ilonavár (Tömörd vára) egy mára teljesen elpusztult, ismeretlen korú erősség Tömörd közelében.

## Fekvése
A várat a Gradics-erdőben, a falutól nyugatra kb. 1 kilométerre, az Ilona-patak völgyében találjuk. Jelzett, majd jelzetlen úton lehet megközelíteni. Három oldalról meredek, a környezete fölé akár 30 méterrel magasodó lejtőkkel határolt dombtetőn helyezkedik el.

## Története
A várat oklevelek nem említik, történetől semmit sem tudunk.

## Feltárása
Területén régészeti kutatást nem folytattak. A vár felmérését Nováki Gyula és Dénes József végezték el 1978-ban és 2005-ben.

## Leírása
A domb északi nyúlványán található ovális alakú vár területe kb. 37 x 27 méter. Ennek déli részén állhattak a fából, kőből vagy téglából készült épületek. A vár területét egy 12-18 méter széles, napjainkban 2-3 méter mély árok veszi körül.